# Randy Douvier
Randy Douvier (* 1954) ist ein ehemaliger US-amerikanischer Basketballspieler.

## Werdegang
Douvier wuchs auf einem Bauernhof mit sechs Schwestern und sechs Brüdern auf. Er spielte auf Hochschulebene Basketball an der St. Cloud State University im US-Bundesstaat Minnesota. Ab der Saison 1980/81 spielte er für den österreichischen Bundesligisten UKJ St. Pölten. Nach einem Jahr in der höchsten Spielklasse trat der 1,98 Meter große Douvier mit der Mannschaft bis 1982 in der zweiten Liga an. Von 1984 bis 1987 spielte er wieder in St. Pölten und dann bis 1992 beim UBBC Salzburg, teils wirkte er als Spielertrainer und trainierte als Cheftrainer die Salzburger Damen. 2003 ging er mit seiner Familie von Salzburg in die Vereinigten Staaten zurück.
Sein Sohn Bryce Douvier wurde österreichischer Basketball-Nationalspieler, seine übrigen fünf Kinder spielten in den Vereinigten Staaten Basketball auf Hochschulebene.